# Enrique Tirapegui
Enrique Lincoyán Tirapegui Zurbano (Santiago de Chile, 3 de enero de 1940 - 11 de marzo de 2020) fue un físico y académico chileno. Fue galardonado con el Premio Nacional de Ciencias Exactas en el año 1991.

## Biografía
Es hijo de Enrique Tirapegui Arayamo y Julia Zurbano Martínez. Vivió mayor parte de su niñez y adolescencia en una casona antigua ubicada en la calle Av. España, donde los vecinos lo reconocían por ser un niño altamente creativo, ya que, cada Navidad creaba un vistoso pesebre que era visitado por vecinos y familiares de Enrique. Estudió en el colegio The Grange School.

## Carrera
En el año 1957 ingresa a la Universidad de Chile a estudiar la carrera de Ingeniería, siguiendo la tradición familiar. En el tercer año de ingeniería abandona la carrera para descubrir lo que realmente le apasionaba. En 1962 egresa como licenciado en física de la Universidad de Chile, siendo el primer licenciado en esta área en el país.
Ese mismo año se traslada a Francia, sin manejar el idioma francés, lo que le arrastró diversas dificultades durante el inicio de su estadía en dicho país. Obtuvo el título de doctor en física de la Universidad de París, lo cual le ayudó a desarrollar una exitosa carrera en Francia y Bélgica, sin embargo, decide volver a Chile a hacer carrera académica en la disciplina de la física no lineal.
A su regreso a Chile comienza a trabajar en la Universidad de Chile, siendo académico de la Facultad de Ciencias Físicas y Matemáticas de la Universidad de Chile, donde ha participado como profesor guía de 10 tesis desde el año 2001 al 2008. Como académico de la universidad también ha cumplido labor investigativa, realizando varias publicaciones en Scopus (21 publicaciones) en relación con su disciplina, todas ellas en idioma extranjero.

### Premio Nacional
Tirapegui recibió el Premio Nacional de Ciencias Exactas el año 1991, por sus aportes sobre los efectos de las perturbaciones aleatorias que experimentan los sistemas microscópicos y a la formación de estructuras espacio-temporales en esos sistemas cuando se alejan del equilibrio termodinámico. El galardón también destaca su labor formadora en el área.

## Publicaciones
- Mora, F, Coullet, P, Rica, S; Tirapegui, E (2018). «Numerical path integral calculation of the probability function and exit time: An application to non-gradient drift forces». PHILOSOPHICAL TRANSACTIONS OF THE ROYAL SOCIETY A-MATHEMATICAL PHYSICAL AND ENGINEERING SCIENCES.
- Sonnino, G, Evslin, J, Sonnino, A; Tirapegui, E. (2016). «Symmetry group and group representations associated with the thermodynamic covariance principle». PHYSICAL REVIEW E.</ref>
- Rojas, N; Tirapegui, E (2015). «Harmonic solutions for polygonal hydraulic jumps in thin fluid films». JOURNAL OF FLUID MECHANICS.
- Descalzi, O; During, G; Tirapegui, E (2005). «On the stable hole solutions in the complex Ginzburg-Landau equation». PHYSICA A-STATISTICAL MECHANICS AND ITS APPLICATIONS.
- Argentina, M, Clerc, MG, Rojas, R; Tirapegui, E. (2005). «Coarsening dynamics of the one-dimensional Cahn-Hilliard model». PHYSICAL REVIEW E.
- Clerc, MG; Falcon, C; Tirapegui, E (2005). «Additive noise induces front propagation». PHYSICAL REVIEW LETTERS.
- Clerc, MG ; Falcon, C ; Tirapegui, E (2006). «Front propagation sustained by additive noise». PHYSICAL REVIEW E.
- Calisto, H ; Mora, F ; Tirapegui, E (2006). «Stochastic resonance in a linear system: An exact solution». PHYSICAL REVIEW E.
- EUROPEAN PHYSICAL JOURNAL-SPECIAL TOPICS (2006). «Pattern formation and localized structures in reaction-diffusion systems with non-Fickian transport». PHYSICAL REVIEW LETTERS.
- Clerc, MG ; Tirapegui, E ; Trejo, M (2007). «Pattern formation and localized structures in monoatomic layer deposition». EUROPEAN PHYSICAL JOURNAL-SPECIAL TOPICS.
- Clerc, MG , Falcon, C , Escaff, D; Tirapegui E. (2007). «Noise induced rolls propagation». EUROPEAN PHYSICAL JOURNAL-SPECIAL TOPICS.
- Clerc, MG;Encina, PC;Tirapegui, E (2008). «SHILNIKOV BIFURCATION: STATIONARY QUASI-REVERSAL BIFURCATION». INTERNATIONAL JOURNAL OF BIFURCATION AND CHAOS.
- Clerc, MG ; Falcon, C ; Tirapegui, E (2008). «Comment on "Asymptotics of Large Bound States of Localized Structures"». PHYSICAL REVIEW LETTERS.
- Krstulovic, G , Cartes, C , Brachet, M; Tirapegui, E (2009). «GENERATION AND CHARACTERIZATION OF ABSOLUTE EQUILIBRIUM OF COMPRESSIBLE FLOWS». INTERNATIONAL JOURNAL OF BIFURCATION AND CHAOS.
- Rojas, NO , Argentina, M , Cerda, E; Tirapegui, E (2010). «Inertial Lubrication Theory». PHYSICAL REVIEW LETTERS.
- Rojas, NO , Argentina, M , Cerda, E; Tirapegui, E. (2011). «Faraday patterns in lubricated thin films». EUROPEAN PHYSICAL JOURNAL D.
- Clerc, MG, Falcon, C, Fernandez-Oto, C; Tirapegui, E (2012). «Effective-parametric resonance in a non-oscillating system». EPL.
- Rojas, N;Argentina, M;Tirapegui, E (2013). «A progressive correction to the circular hydraulic jump scaling». PHYSICS OF FLUIDS.
- Pereira, U;Coullet, P;Tirapegui, E (2015). «The Bogdanov-Takens Normal Form: A Minimal Model for Single Neuron Dynamics». ENTROPY.